# هوکس (آلاباما)
هوکس (به انگلیسی: Hooks) یک منطقهٔ مسکونی در ایالات متحده آمریکا است که در شهرستان راسل، آلاباما واقع شده‌است. هوکس ۹۸٫۱۵ متر بالاتر از سطح دریا قرار دارد.